# Ramsay Wedge
Ramsay Wedge är en kulle i Antarktis. Den ligger i Östantarktis. Argentina och Storbritannien gör anspråk på området. Toppen på Ramsay Wedge är 1 200 meter över havet.
Terrängen runt Ramsay Wedge är kuperad åt nordväst, men åt sydost är den platt. Trakten är obefolkad. Det finns inga samhällen i närheten. 